# Die Hard Trilogy 2: Viva Las Vegas
Die Hard Trilogy 2: Viva Las Vegas est un jeu vidéo action-aventure succédant Die Hard Trilogy, inspiré des films de la franchise médiatique Die Hard, commercialisé en 2000 sur systèmes PlayStation et Microsoft Windows.
Comme pour le précédent opus, le jeu se divise en trois genre : tir en vue à la troisième personne, tir par pistolet optique, et jeu de course. Cependant, contrairement à Die Hard Trilogy, qui s'inspirait du scénario des trois premiers films Die Hard, Die Hard Trilogy 2 ne possède qu'un seul scénario séparé par trois genres de jeux distincts. Le jeu suit les aventures de John McClane tentant de déjouer les plans des terroristes à travers les décors de Las Vegas et dans le désert du Nevada.

## Scénario
John McClane mène sa vie dans son appartement localisé à New York avant qu'il ne reçoive un coup de téléphone de la part de Kenny Sinclair, son meilleur ami et collègue du New York City Police Department en visite à Las Vegas. Kenny est transféré à la Mesa Grande Prison et une fête est lancée en son honneur. McClane accepte l'invitation. À cette fête, McClane entame une brève conversation sur un certain détenu nommé Klaus Van Haug, et fait la rencontre de Reese Hoffman, directeur du Roaring 20's Casino, et de sa secrétaire Elena Goshkin. Cependant, durant la fête, Von Haug réussit à s'évader de sa cellule libérant sur son chemin les autres détenus de la prison ; de ce fait, il s'agit du devoir de McClane que d'annihiler ces terroristes sanguinaires.
McClane réussit à tuer chaque terroriste, s'envole de nouveau vers la fête, et avant que des innocents ne soient blessés, achève le dernier de ces criminels. Il entend dire par un membre de la fête que des terroristes détiennent des otages dans un bus quelque part. Tandis que le jeu progresse, il est révélé que Kenny, Reese, et Elena sont impliqués dans ces affaires de terrorisme pour contrôler Las Vegas. McClane les dispatche tous, mais Kenny reste indemne.

## Développement
Dans le but de faire la promotion de la sortie de Die Hard Trilogy 2: Viva Las Vegas en 2000, la société Fox Interactive conclut un partenariat avec Jones Soda dans lequel l'affiche du jeu sera incluse sur tous les kiosques, toutes les publicités, bouteilles, cannettes (etc.) de soda de marque WhoopAss. Par la suite, la société annonce l'apparition de « groupes underground » de musique comme BT, le rappeur Lil' Zane (qui chante le thème d'ouverture du jeu), Black Rob et Fuzzbubble, et Tea Leaf Green. Die Hard Trilogy 2 ne possède qu'un seul scénario séparé par trois genres de jeux distincts : tir en vue à la troisième personne, tir par pistolet optique, et jeu de course.

## Accueil
Le jeu est mal accueilli par Sam Bishop du site web IGN avec une note de 3,5/10 ; dans son verdict, il explique : « j'ai essayé d'apprécier Die Hard Trilogy 2, j'ai vraiment essayé, mais il n'y a rien d'appréciable dedans. Le jeu essaye d'égaler Rad Racer, Virtua Cop, et Syphon Filter, mais foire sur toute la ligne [...]. » Kornifex, de Jeuxvideo.com, attribue une note moyenne de 10 sur 20. Le jeu reçoit la note de 3/10 sur Gamekult.